# Madonna col Bambino (Piero di Cosimo)
La Madonna col Bambino (titolo in francese: Vierge et l'Enfant à la colombe) è un dipinto a olio su tavola di pioppo (87x58 cm) di Piero di Cosimo, databile tra il 1490 e l'inizio del XVI secolo. 

Il dipinto è conservato al Museo del Louvre di Parigi, in quanto fu trafugato durante le spoliazioni napoleoniche e mai ritornato in Italia.

## Storia
Il dipinto fece parte della collezione Farnese e fu esposto al Palazzo del Giardino a Parma e al Museo di Capodimonte di Napoli. Nel 1802, si trovava a Roma, nella chiesa di San Luigi dei francesi. L'opera fu acquisita dal Louvre in una data incerta, tra 1803 e 1804 come oggetto di spoliazioni napoleoniche avvenute nel Regno di Napoli.

## Descrizione e stile
Piero di Cosimo raffigura la Vergine ed il bambino Gesù in uno spazio ristretto il cui sfondo è costituito da una stuoia, probabilmente di cuoio intrecciato, con bordi decorati con motivi vegetali, con le pieghe orizzontali ben visibili.
Maria è seduta sul suolo, secondo il tipo della Madonna dell'Umiltà, con la testa leggermente inclinata verso la destra, lo sguardo pieno di dolcezza tuttavia tinto di malinconia e gli occhi abbassati verso un libro di preghiere aperto su un parapetto di pietra in primo piano. Ha la testa e le spalle coperte da uno scialle in lino fine ricamato, adattato intorno al collo e annodato nella sua parte inferiore. Questo accessorio allora in voga nella moda, venne dipinto da altri pittori italiani del Rinascimento, come Raffaello Sanzio nel Madonna della Seggiola, Sandro Botticelli nella Madonna del Magnificat o Domenico Ghirlandaio nella Visitazione (la giovane donna a sinistra), un affresco nella Cappella Tornabuoni della Basilica di Santa Maria Novella a Firenze.
Maria tiene il suo figlio con una stretta materna che impedisce al Bambino di scappare mentre si divincola teneramente. Sporgendosi in avanti infatti il Bambino indica, con l'indice della mano destra, una colomba con aureola, simbolo dello Spirito Santo, appollaiata sul parapetto di pietra. Con la mano sinistra invece afferra l'indice della madre.
L'atmosfera del dipinto è intima, calma e silenziosa. L'espressione della Vergine, impronta di una tenerezza materna e di malinconia meditativa, traduce la doppia natura del Cristo ed il mistero della sua incarnazione come figlio di Dio.